# 常国平
常国平，中华人民共和国政治人物、全国脱贫攻坚先进个人。

## 生平
常国平任生前为大宁县曲峨镇黑城村第一书记，临汾职业技术学院教师。因在脱贫攻坚战中作出突出贡献，2021年2月25日全国脱贫攻坚总结表彰大会上，常国平被授予“全国脱贫攻坚先进个人”。